# Kateryna Sljussar
Kateryna Sljussar (ukrainisch Катерина Слюсар, eng. Kateryna Sliusar, * 29. November 1997) ist eine ehemalige ukrainische Tennisspielerin.

## Karriere
Sljussar spielte überwiegend Turniere auf der ITF Women’s World Tennis Tour, wo sie zwei Einzel- und sechs Doppeltitel gewonnen hat.

## Turniersiege

### Einzel
| Nr. | Datum             | Turnier             | Kategorie   | Belag     | Finalgegnerin         | Ergebnis      |
| --- | ----------------- | ------------------- | ----------- | --------- | --------------------- | ------------- |
| 1.  | 7. August 2016    | Scharm asch-Schaich | ITF $10.000 | Hartplatz | Ioana Diana Pietroiu  | 2:6, 6:2, 6:3 |
| 2.  | 18. Dezember 2016 | Antalya             | ITF $10.000 | Sand      | Oleksandra Andrjejewa | 6:2, 6:4      |

### Doppel
| Nr. | Datum           | Turnier             | Kategorie   | Belag             | Partnerin                 | Finalgegnerin                         | Ergebnis         |
| --- | --------------- | ------------------- | ----------- | ----------------- | ------------------------- | ------------------------------------- | ---------------- |
| 1.  | 15. März 2014   | Astana              | ITF $10.000 | Hartplatz (Halle) | Alexandra Grintschischina | Jekaterina Kljujewa Sofia Smagina     | 6:4, 7:63        |
| 2.  | 21. März 2015   | Scharm El-Scheich   | ITF $10.000 | Hartplatz         | Ola Abou Zekry            | Aimee Gibson Katie Swan               | 6:2, 6:4         |
| 3.  | 28. Mai 2016    | Scharm El-Scheich   | ITF $10.000 | Hartplatz         | Ola Abou Zekry            | Eleni Kordolaimi Eetee Maheta         | 6:2, 6:2         |
| 4.  | 9. Juli 2016    | Scharm asch-Schaich | ITF $10.000 | Hartplatz         | Eleni Kordolaimi          | Mirabelle Njoze Shweta Chandra Rana   | 6:2, 7:5         |
| 5.  | 21. Januar 2017 | Antalya             | ITF $15.000 | Sand              | María Herazo González     | Olesya Pervushina Alexandra Pospelowa | 7:5, 1:6, [10:5] |
| 6.  | 13. Mai 2017    | Antalya             | ITF $15.000 | Sand              | Maryna Tschernyschowa     | Tayisiya Morderger Yana Morderger     | 6:2, 7:60        |